# Fontarèches
Fontarèches est une commune française située dans le nord-est du département du Gard en région Occitanie.
Exposée à un climat méditerranéen, elle est drainée par la Tave, l'Avègue, la Veyre et par deux autres cours d'eau. La commune possède un patrimoine naturel remarquable : un site Natura 2000 (les « garrigues de Lussan ») et une zone naturelle d'intérêt écologique, faunistique et floristique.
Fontarèches est une commune rurale qui compte 255 habitants en 2022, après avoir connu une forte hausse de la population depuis 1975.  Elle fait partie de l'aire d'attraction d'Uzès. Ses habitants sont appelés les Fontaréchois ou  Fontaréchoises.

## Géographie

### Localisation
Le village de Fontarèches se trouve au nord-est du département du Gard à 15 km d'Uzès et 40 km de Nîmes.
| Lussan       | Verfeuil                 |                          |
| La Bruguière | Fontarèches              | Saint-Laurent-la-Vernède |
|              | Saint-Quentin-la-Poterie |                          |

### Climat
Pour des articles plus généraux, voir Climat de l'Occitanie et Climat du Gard.
En 2010, le climat de la commune est de type climat méditerranéen altéré, selon une étude s'appuyant sur une série de données couvrant la période 1971-2000. En 2020, Météo-France publie une typologie des climats de la France métropolitaine dans laquelle la commune est exposée à un climat méditerranéen et est dans la région climatique Provence, Languedoc-Roussillon, caractérisée par une pluviométrie faible en été, un très bon ensoleillement (2 600 h/an), un été chaud (21,5 °C), un air très sec en été, sec en toutes saisons, des vents forts (fréquence de 40 à 50 % de vents > 5 m/s) et peu de brouillards.
Pour la période 1971-2000, la température annuelle moyenne est de 13,3 °C, avec une amplitude thermique annuelle de 17,2 °C. Le cumul annuel moyen de précipitations est de 906 mm, avec 6,6 jours de précipitations en janvier et 3,2 jours en juillet. Pour la période 1991-2020, la température moyenne annuelle observée sur la station météorologique la plus proche, située sur la commune de Cavillargues à 7 km à vol d'oiseau, est de 14,1 °C et le cumul annuel moyen de précipitations est de 845,8 mm,. Pour l'avenir, les paramètres climatiques de la commune estimés pour 2050 selon différents scénarios d'émission de gaz à effet de serre sont consultables sur un site dédié publié par Météo-France en novembre 2022.

### Milieux naturels et biodiversité

#### Réseau Natura 2000

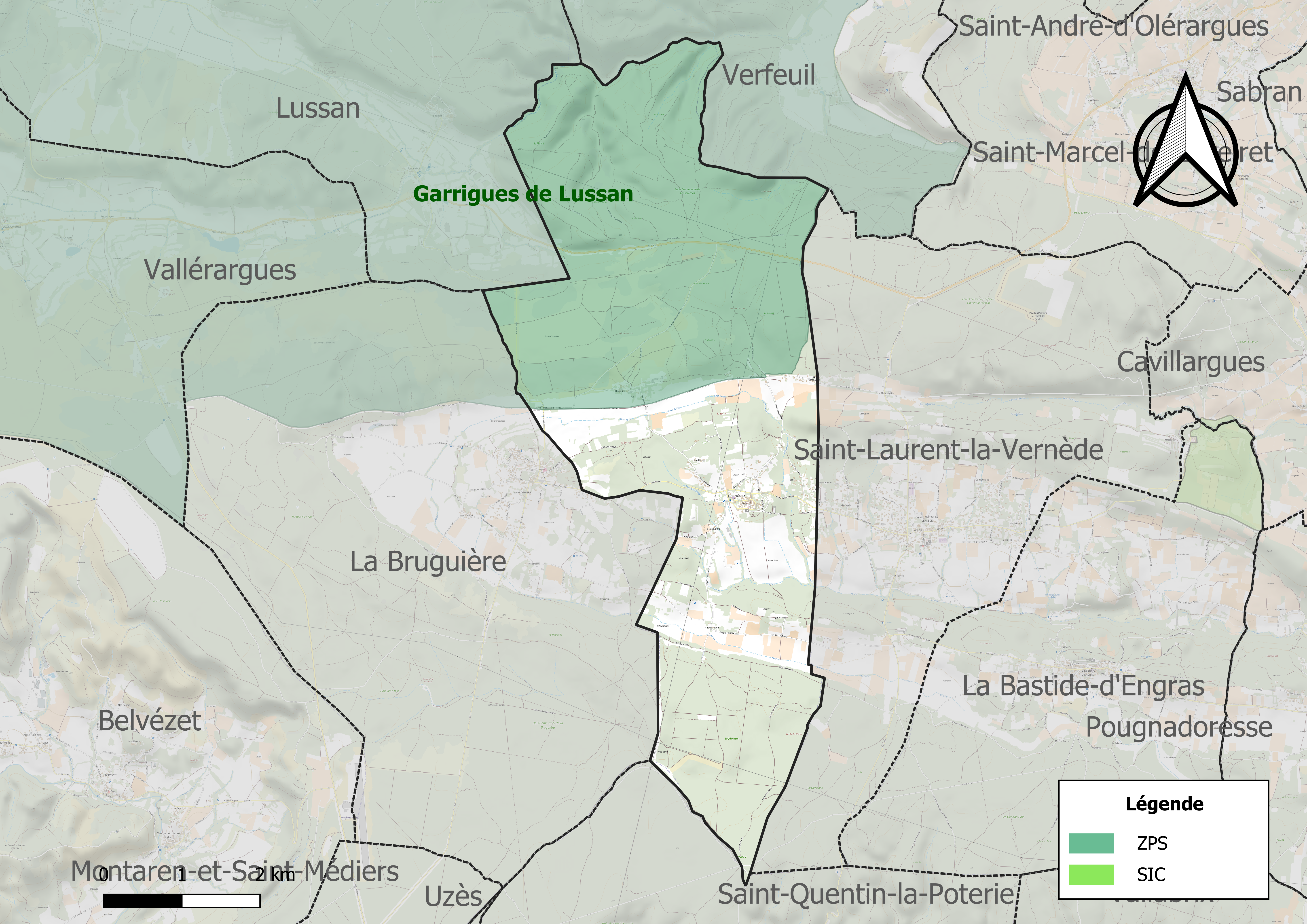
Sites Natura 2000 sur le territoire communal.

Le réseau Natura 2000 est un réseau écologique européen de sites naturels d'intérêt écologique élaboré à partir des directives habitats et oiseaux, constitué de zones spéciales de conservation (ZSC) et de zones de protection spéciale (ZPS).
Un site Natura 2000 a été défini sur la commune au titre  de la directive oiseaux : les « garrigues de Lussan », d'une superficie de 29 150 ha. Ce site abritait en 1999 un site de nidfication d'un couple de vautour percnoptère. Ce site constitue  un lien essentiel dans la petite population méditerranéenne résiduelle du Sud-Est de la France (comprenant une vingtaine de couples seulement), situé entre les noyaux d'Ardèche et Drôme-Isère, au nord, des gorges du Gardon, au sud, du Lubéron et des Alpilles, à l'est, du haut montpelliérais et des Gorges Tarn-Jonte.

#### Zones naturelles d'intérêt écologique, faunistique et floristique

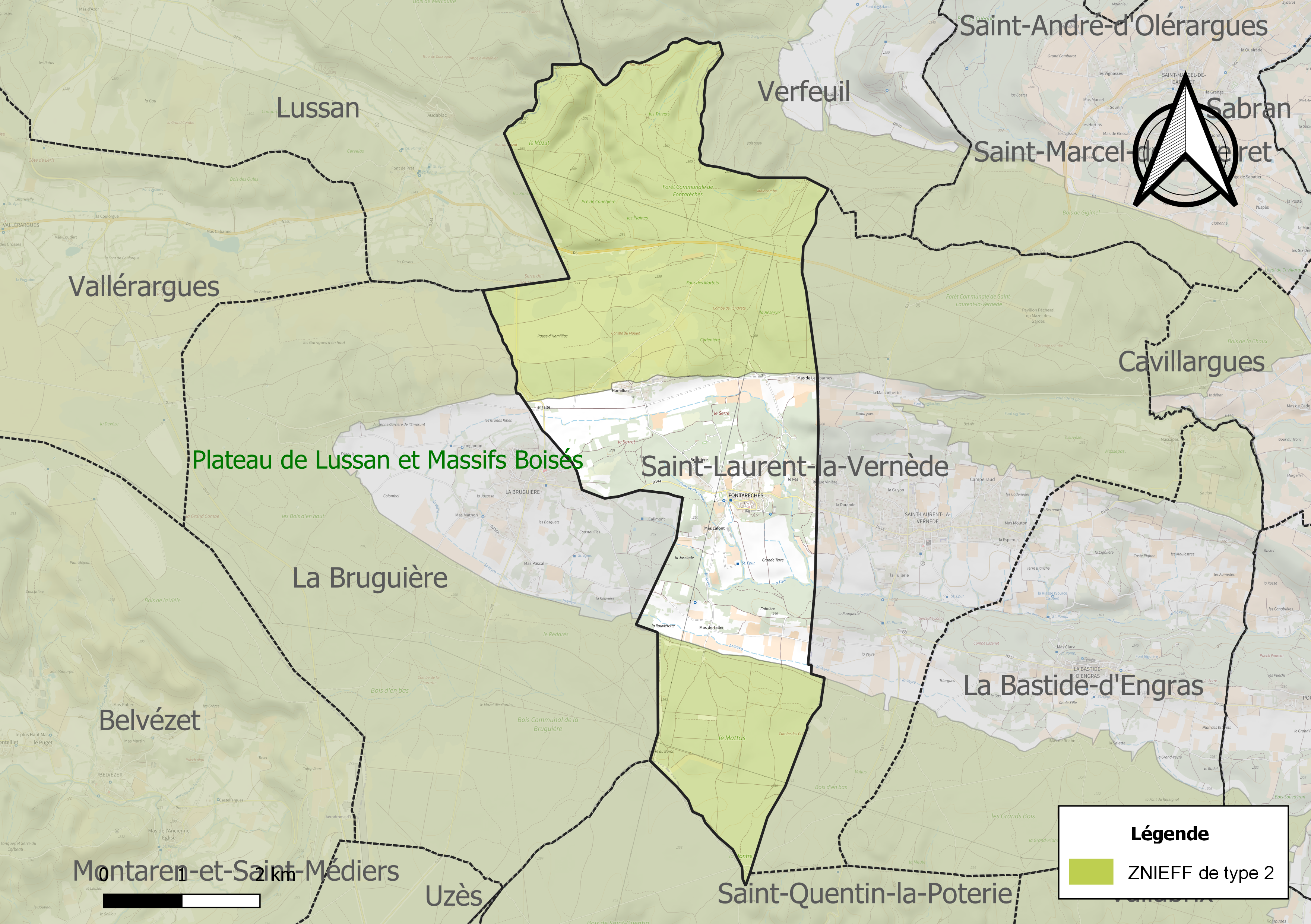
Carte de la ZNIEFF de type 2 localisée sur la commune.

L’inventaire des zones naturelles d'intérêt écologique, faunistique et floristique (ZNIEFF) a pour objectif de réaliser une couverture des zones les plus intéressantes sur le plan écologique, essentiellement dans la perspective d’améliorer la connaissance du patrimoine naturel national et de fournir aux différents décideurs un outil d’aide à la prise en compte de l’environnement dans l’aménagement du territoire.
Une ZNIEFF de type 2 est recensée sur la commune :
le « plateau de Lussan et Massifs Boisés » (37 159 ha), couvrant 40 communes du département.

## Urbanisme

### Typologie
Au 1er janvier 2024, Fontarèches est catégorisée commune rurale à habitat dispersé, selon la nouvelle grille communale de densité à sept niveaux définie par l'Insee en 2022.
Elle est située hors unité urbaine. Par ailleurs la commune fait partie de l'aire d'attraction d'Uzès, dont elle est une commune de la couronne,. Cette aire, qui regroupe 18 communes, est catégorisée dans les aires de moins de 50 000 habitants,.

### Occupation des sols
L'occupation des sols de la commune, telle qu'elle ressort de la base de données européenne d’occupation biophysique des sols Corine Land Cover (CLC), est marquée par l'importance des forêts et milieux semi-naturels (75,7 % en 2018), une proportion identique à celle de 1990 (75,7 %). La répartition détaillée en 2018 est la suivante : 
forêts (54,7 %), milieux à végétation arbustive et/ou herbacée (21 %), zones agricoles hétérogènes (13,7 %), cultures permanentes (6,1 %), zones urbanisées (4,6 %). L'évolution de l’occupation des sols de la commune et de ses infrastructures peut être observée sur les différentes représentations cartographiques du territoire : la carte de Cassini (XVIIIe siècle), la carte d'état-major (1820-1866) et les cartes ou photos aériennes de l'IGN pour la période actuelle (1950 à aujourd'hui).

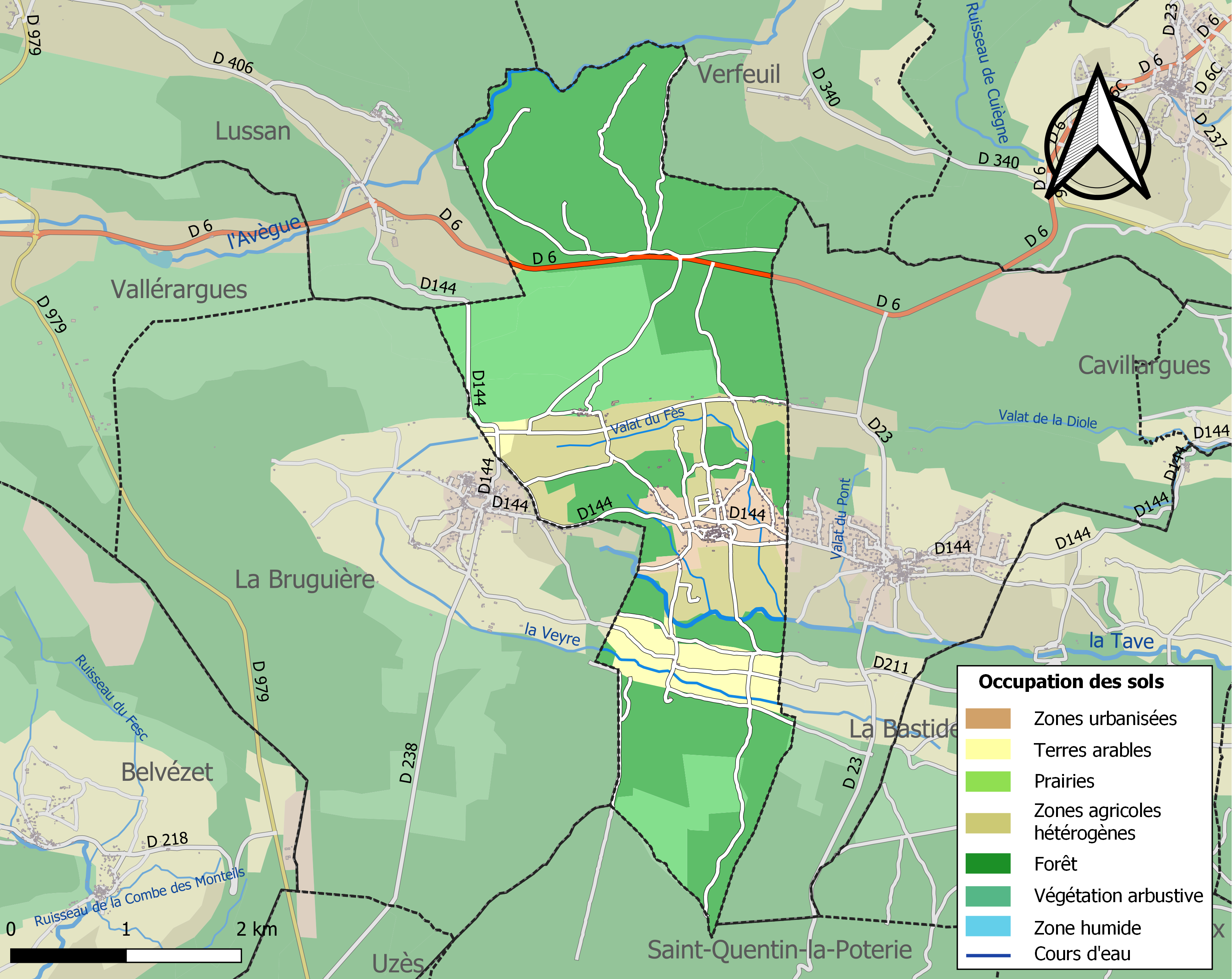
Carte des infrastructures et de l'occupation des sols de la commune en 2018 (CLC).

### Risques majeurs
Le territoire de la commune de Fontarèches est vulnérable à différents aléas naturels : météorologiques (tempête, orage, neige, grand froid, canicule ou sécheresse), inondations, feux de forêts, mouvements de terrains et séisme (sismicité modérée). Il est également exposé à un risque technologique,  le transport de matières dangereuses, et à un risque particulier : le risque de radon. Un site publié par le BRGM permet d'évaluer simplement et rapidement les risques d'un bien localisé soit par son adresse soit par le numéro de sa parcelle.

#### Risques naturels
Certaines parties du territoire communal sont susceptibles d’être affectées par le risque d’inondation par débordement de cours d'eau et par une crue torrentielle ou à montée rapide de cours d'eau, notamment la Tave et l'Avègue. La commune a été reconnue en état de catastrophe naturelle au titre des dommages causés par les inondations et coulées de boue survenues en 1982 et 2002,.

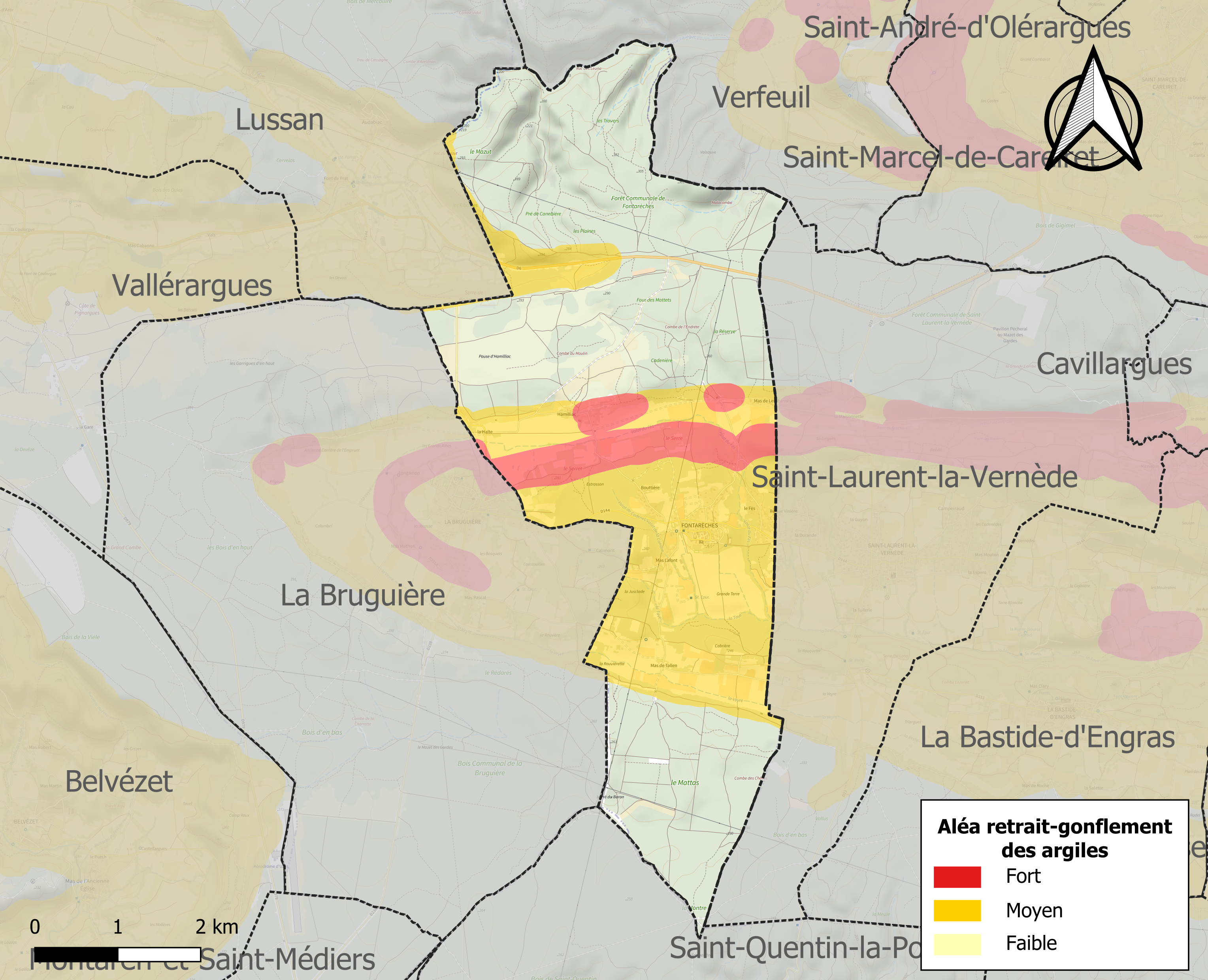
Carte des zones d'aléa retrait-gonflement des sols argileux de Fontarèches.

La commune est vulnérable au risque de mouvements de terrains constitué principalement du retrait-gonflement des sols argileux. Cet aléa est susceptible d'engendrer des dommages importants aux bâtiments en cas d’alternance de périodes de sécheresse et de pluie. 40,8 % de la superficie communale est en aléa moyen ou fort (67,5 % au niveau départemental et 48,5 % au niveau national). Sur les 165 bâtiments dénombrés sur la commune en 2019, 164 sont en aléa moyen ou fort, soit 99 %, à comparer aux 90 % au niveau départemental et 54 % au niveau national. Une cartographie de l'exposition du territoire national au retrait gonflement des sols argileux est disponible sur le site du BRGM,.
Par ailleurs, afin de mieux appréhender le risque d’affaissement de terrain, l'inventaire national des cavités souterraines permet de localiser celles situées sur la commune.

#### Risques technologiques
Le risque de transport de matières dangereuses sur la commune est lié à sa traversée par des infrastructures routières ou ferroviaires importantes ou la présence d'une canalisation de transport d'hydrocarbures. Un accident se produisant sur de telles infrastructures est en effet susceptible d’avoir des effets graves au bâti ou aux personnes jusqu’à 350 m, selon la nature du matériau transporté. Des dispositions d’urbanisme peuvent être préconisées en conséquence.

#### Risque particulier
Dans plusieurs parties du territoire national, le radon, accumulé dans certains logements ou autres locaux, peut constituer une source significative d’exposition de la population aux rayonnements ionisants. Certaines communes du département sont concernées par le risque radon à un niveau plus ou moins élevé. Selon la classification de 2018, la commune de Fontarèches est classée en zone 2, à savoir zone à potentiel radon faible mais sur lesquelles des facteurs géologiques particuliers peuvent faciliter le transfert du radon vers les bâtiments.

## Toponymie
Occitan Font-Arecho, du roman fontarecha, font herccha, du latin fons erecta : fontaine élevée ou jaillissante.

## Histoire

### Moyen Âge
Le Gallia Christiana mentionne Villa de Fonte-Erecto en 1211.

### Secteurs d'activités

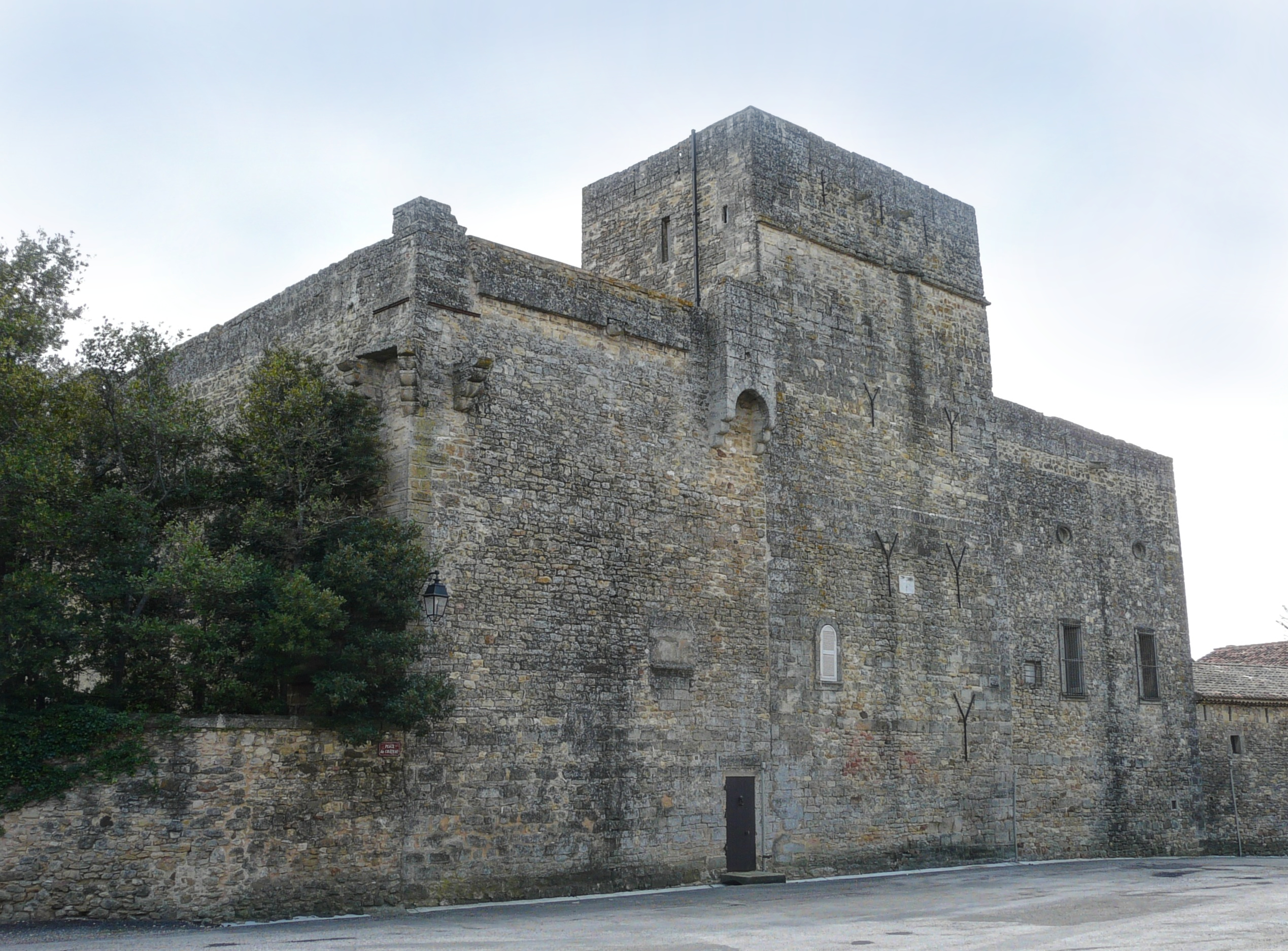
Château de Fontarèches.

## Politique et administration

### Liste des maires
| Période                                  | Période  | Identité        | Étiquette | Qualité              |
| ---------------------------------------- | -------- | --------------- | --------- | -------------------- |
| avant 1995                               | 2001     | René Blanchard  | DVD       |                      |
| 2001                                     | 2014     | Noël Bazalgette | DVD       |                      |
| 2014                                     | En cours | Jacques Gayte   | DVD       | Agriculteur retraité |
| Les données manquantes sont à compléter. |          |                 |           |                      |

## Population et société

### Démographie
L'évolution du nombre d'habitants est connue à travers les recensements de la population effectués dans la commune depuis 1793. Pour les communes de moins de 10 000 habitants, une enquête de recensement portant sur toute la population est réalisée tous les cinq ans, les populations de référence des années intermédiaires étant quant à elles estimées par interpolation ou extrapolation. Pour la commune, le premier recensement exhaustif entrant dans le cadre du nouveau dispositif a été réalisé en 2005.

En 2022, la commune comptait 255 habitants, en évolution de −2,3 % par rapport à 2016 (Gard : +2,97 %, France hors Mayotte : +2,11 %).
| 1793 | 1800 | 1806 | 1821 | 1831 | 1836 | 1841 | 1846 | 1851 |
| ---- | ---- | ---- | ---- | ---- | ---- | ---- | ---- | ---- |
| 284  | 283  | 269  | 281  | 312  | 323  | 325  | 312  | 300  |

| 1856 | 1861 | 1866 | 1872 | 1876 | 1881 | 1886 | 1891 | 1896 |
| ---- | ---- | ---- | ---- | ---- | ---- | ---- | ---- | ---- |
| 290  | 295  | 271  | 249  | 261  | 267  | 256  | 253  | 223  |

| 1901 | 1906 | 1911 | 1921 | 1926 | 1931 | 1936 | 1946 | 1954 |
| ---- | ---- | ---- | ---- | ---- | ---- | ---- | ---- | ---- |
| 229  | 201  | 211  | 177  | 168  | 170  | 130  | 107  | 119  |

| 1962 | 1968 | 1975 | 1982 | 1990 | 1999 | 2005 | 2006 | 2010 |
| ---- | ---- | ---- | ---- | ---- | ---- | ---- | ---- | ---- |
| 120  | 108  | 76   | 89   | 148  | 190  | 223  | 226  | 237  |

| 2015 | 2020 | 2022 | - | - | - | - | - | - |
| ---- | ---- | ---- | - | - | - | - | - | - |
| 258  | 247  | 255  | - | - | - | - | - | - |

## Culture locale et patrimoine

### Édifices civils
- Château et donjon carré du XIIe siècle, construit à l'emplacement d'une villa romaine. Il dépend des évêques, comtes d'Uzès, et ses propriétaires doivent lui prêter serment.
- Lavoir couvert de 1873.
- Éolienne du XIXe siècle (construite sur le domaine du colonel d'Entraigues pour l’irrigation).

### Édifices religieux
- Église Notre-Dame-de-l'Assomption de Fontarèches, dont le vaisseau central date du XIe et du XIIe siècle.

## Héraldique
| Blason de Fontarèches | Blason  | D'hermine, à une fasce losangée d'or et de sinople. |
| Blason de Fontarèches | Détails | Le statut officiel du blason reste à déterminer.    |